# Петко войвода
Вижте пояснителната страница за други личности с името Капитан Петко войвода.
Петко Киряков (Кирков) Петков, по-известен като Капитан Петко войвода, е български хайдушки войвода и революционер, посветил живота си на освобождението на беломорските българи и обединението им с България, защитник на Родопите, борил се за свободата на потиснатите в Османската империя.

## Биография

### Ранни години
Петко войвода е роден на 18 декември (6 декември стар стил) 1844 г. в българското село Доганхисар, разположено на 26 километра от Дедеагач в Беломорска Тракия. В родното му село при даскал Лефтер, 15-годишният Петко се научава да пише и чете на български с гръцки букви. Майка му се казва Груда Кокаличева от съседното на Доганхисар село Тахтаджик, а баща му е Кирко Петков Каракирков[източник? (Поискан днес)]. Има 8 братя и сестри. След като турците убиват брат му Матю и братовчед му Вълчо, на 6 май (Гергьовден) 1861 година той излиза предводител на чета хайдути в гората, за да мъсти. Скоро 7-те момчета хайдути ликвидират убийците на Матю и Вълчо и главния виновник бахшибейския чифликчия Мехмед Кеседжи бей. На 16 юни 1861 година, при село Бахшибей разбиват турската полицейска потеря, водена от известен в околията с жестокостта си кърагалар, като убиват 2-ма и тежко раняват още неколцина турци. След още две успешни битки с потерите през месец август, четата им става легендарна.
На 6 януари 1863 година една потеря от 130 души заптиета и башибозуци открива и загражда станалите вече деветима хайдути край село Исьорен в Еноската кааза. Двама са убити, а Войводата (Голям Петко), Петко Радев (Малък Петко), Комньо Стоянов от Доганхисар и Стоил Атанасов от Исьорен са ранени, пленени от турците и хвърлени в затвора в Гелибол. Организират бягство, но са заловени и преместени в Солун в затвора „Канлъкуле“ (Кървава кула), известна днес като Бялата кула. След като устояват на инквизициите и отричат всичко, турците решават да ги прехвърлят в Драма. По пътя хайдутите напиват заптиетата и успяват да се освободят, но скоро при една турска засада всички освен войводата са пленени.
През 1864 г. новата чета завързва едно след друго кървави сражения. На 10 юни се сражава при старата Момчилова крепост Буруград и езерото Буругьол, Ксантийско. Девет дена по-късно – в планината Саръкая, Маронийско, където четата не само дава отпор и отблъсква потерите, но ги и преследва. Одринският Вали паша, силно обезпокоен, праща срещу четата Осман ага, кърагасъ в Одрин, получил своя бинбашийски чин за победата си над Ангел войвода. Въпреки че превъзхожда в жива сила 20 пъти хайдутите, Осман е бит и опозорен от Петко Войвода и пашата го хвърля в затвора. Следват успешни сражения с турците в планините Карлък и Шапкъна, в околностите на Гюмюрджина – на 30 август и на 28 септември.

### Участие в обединението на Италия и Критското въстание (1866 – 1869)
През есента на 1864 година българският войвода, привлечен от гърците за борба срещу Турция, напуска Беломорието и пристига в Атина. Тук става слушател във Военното училище. Предприема революционна агитационна обиколка в Македония, след което заминава за Италия. В началото на 1866 се среща с Джузепе Гарибалди и отсяда в дома му, където двамата организират прочутата „гарибалдийска дружина“ в състав от 220 италианци и 67 българи, която участва в Критското въстание. При пристигането си на остров Крит, на българския революционер е възложена мисия с малък самостоятелен отряд да действа в района на планината Шилик. Тук Петко войвода отново се проявява като храбър и смел ръководител и си спечелва званието „Капитан“. След потушаването на въстанието напуска острова без да капитулира пред турците. Пребивава в Александрия, в Марсилия и в Италия. Известно време се установява в Атина, откъдето разпространява възвание към сънародниците си за освобождение на целокупното си отечество.

### Завръщане в България
На 12 май 1869 г. Капитан Петко войвода събира четата и от Атина тръгва по море към българския беломорски бряг. Пътьом преоблечени като низами „правят инспекция“ на турския гарнизон в крепостта Сир остров Митилин (Лесбос) и благополучно 3 юни 1869 година пристигат в Енос при устието на река Марица. През лятото на 1869 г. четата пет пъти влиза в бой с турската жандармерия в околностите на Дедеагачката, Еноската и Кешанската кааза (околии) и отново успява да отблъсне турските сили.
След опит за покушение над войводата, поръчан от силния местен феодал чифликчията Хакъ бей, на черкезите от село Коюшепе, на следната 1871 г. във февруари 100 души хайдути нападат и запалват селото, избити са всички черкези, а жените и децата са прогонени. Около месец след това Петковата дружина води бой с турците при същото село, на 18 юни – в околностите на съседното черкезко село Акходжа и на 12 август в гората Курудаг срещу многоброен башибозук и низами. Тук 22 дни ожесточено се бранят и успяват да се измъкнат, като дават един убит и войводата е леко ранен в крака, срещу убитите от тях 30 жандарми и един юзбашия. След поредния неуспех еноският каймакамин Тахир бей започва репресии над християнското население. През есента на 1871 г. те стават особено ожесточени, докато лично войводата не се промъква преоблечен като ходжа при Тахир бей и го „вразумява“. Репресиите са прекратени.
В 1872 г. одринският валия изпраща срещу четата Арап Хасан, който скоро е пленен от Петковите четници. Животът му е пощаден срещу освобождаването на всички задържани по затворите с обвинение, че са Петкови помагачи и приятели. Пашата в Одрин само двадесет и четири часа след това освобождава всички тях от Одринския затвор, а на 30 юли 1872 година каймакамът на Фере Мустафа Сусам в свое писмо до Петко войвода го признава за „самоуправен владетел“ и му плаща „налог“ 6000 златни турски лири. Това де факто е капитулацията на одринския валия. Дружината се структурира със свои бойна част – „четници“, тилова част – „ятаци“, разузнаване – „шпиони“, счетоводство – „каса“, снабдена е с добро оръжие и с палатки – „чадъри“ подобно на турските части. Тя фактически става въстаническа военна част в Беломорието.
В 1873 г. четата става въстаническа. Нарича се „Първа българска родопска дружина“, с устав (от 23 април) и печат с надпис „Тракийска Р. Бълг. дружина“ (Тракийска революционна българска дружина), който е още от 1870 г. Впоследствие тя се преименува на „Защита“
В 1874 г. на 16, 17 и 18 януари, а след това на 22 февруари в планината Чандърда, Еноско, Капитан Петко само с 15 свои хора отблъсква 120 турци. През първата половина на 1874 година към заптийските потери на кърагаларите се присъединяват и войскови части. През май и два пъти през юни Петковата дружина, като извършва марш по 30 километра за денонощие в един месец води бой, първо с цял табор войска в Димотишко, след това с башибозуци в Кърджалийско, накрая пак с редовна войска на 30 юни в Гюмюрджинско. Следва нападение върху Дедеагачката железопътна станция заради издевателствата на немеца Хумберт върху работниците. Хумберт е глобен 450 златни лири и покорно спира безобразията си. Това вдига на крак Цариград и лично Одринският валия предвожда 2000 щика войска плюс целия башибозук и всички каймаками от вилаета срещу четата, но напълно се проваля, като единственото му геройство е, че обявява 5000 лири награда за главата на войводата, изтормозва християнските села и изгаря гората Шейнаркурусу до родното село на Петко войвода Доганхисар. Четата се оттегля към Марония и есента едва не става жертва на заговор да бъдат отровени от местния грък лихвар Калън (Дебелия) Тома, протеже на цариградския Али паша.
В 1875 г. първата схватка с потерите е на 20 март, в планината Св. Георги, Гюмюрджинско. Следват битките с турската полицейска и военна сила: на 9 май в планината Чаталтепе, Еноско, на 30 юни – при Бургасдере, Димотишко, на 20 август – в Имаретската кория, Гюмюрджинско, и десет дена по-късно – при Карабунар, Димотишко, където капитанът с 30 четници води бой с 500 души черкези, убиват юзбашията им и още 30 черкези. Бунтовниците дават трима убити и петима ранени. Петко Войвода е ранен в ръката. След това, при село Кадъкьой, Джафер ага напада четата. По заповед на злополучния отровител Калън Тома в помощ му идва и 600 души войска от Мароня, която е там да го пази от дружината. Четниците разбиват Джафер ага, след бърз марш влизат на 11 май в Мароня, арестуват Калън Тома и няколко заптиета, изгарят лихварските му книги, раздават ценностите му на бедните и тържествено напускат града, като отвеждат пленените със себе си. Турската войската ги следва, без да смее да влезе в бой. Водят се преговори за размяна на пленниците срещу освобождаване на четирима четници, заточени на Кипър и хайдушки ятаци, ятаците са освободени и 4 заптиета са пуснати. Тъй като четниците остават заточени, лихварят и две заптиета са екзекутирани. През 1876 поради развихрилите се турски зверства при потушаването на Априлското въстание и последвалата дипломатическа активност, четата не предприема активни действия, за да не излага на тежка опасност беломорските българи.

### Руско-турската освободителна война (1877 – 1878)
През 1877 г. в планината Чобандаг, Дедеагачко, на 15 март е първото сражение между бунтовническата дружина и турците. На 13 юни, ден преди руските войски да форсират Дунава, при село Павлюкюпрюсу четата разбива един кърагаларин от Фере. Организираният в 1869 година отряд се включва в Руско-турската освободителна война (1877 – 1878). До края на годината четата има личен състав 300 души и активно действа в тила на турската армия, обезоръжава цели войскови части и пази населението от изстъпленията на „мажирите“ (дезертьори и бегълци). За по-малко от шест месеца бунтовниците водят девет битки с турските полицейски и военни части и установяват превъзходството си над тях.
В края на декември 1877 година четата влиза в Мароня и освобождава града и околния район от турска власт. Българската власт се държи и след сключването на 19 февруари (3 март нов стил) на Санстефанския договор, по който градът остава извън границите на България, и продължава до 9 март. Когато след атаката на войска, башибозук и черкези, водени от двамата паши (генерали) Хасан и Яхия, четниците, предадени от гръцкия поп Филип, се изтеглят с част от населението от града. Заели една височина край Марония, те обстрелват турците, които отстъпват, помислили, че срещу себе си имат руска войска, така градът е спасен от опожаряване. Убити са 72 турци, 6 четници и десетина жители на Марония, предимно жени и деца. Дружината се прехвърля в Доганхисар, родното село на войводата, което е в руската зона. Тук руснаците им възлагат охраната на християнското население в Беломорието и Родопите от турски войски и башибозушките и дезертьорски формирования на английския полк. Сенклер нарекъл се „Хидает“ бей. На 29 март четниците преодоляват пътьом с бой едно отделение турска войска при Каракая, Ференско. На 13 април в планината Китка, Димотишко, четата в състав 200 души разбиват 3000 Сенклеристи, като няколко десетки от башибозука са убити. След 14 дни в следваща битка със сенклеристите са убити и ранени 150 сенклеристи срещу 19 убити и ранени българи, войводата е леко ранен. Следващото сражение с башибозука на Хидает паша е при село Голям Дервент, Димотишко. Тук Петко Войвода има 400 души срещу 1000 на британеца. Българите дават убити и ранени – 11 души и убиват и раняват – 35 турци. На 21 май отряд от 10 души (капитана с 3 четници, 3 казаци, 3 въоръжени одрински търговци), командван от Петко Войвода, успешно отбранява село Плевун от нападение на сенклеристки башибозуци, ранява 10-ина и избива 20 плюс главатарите им и след евакуиране на населението в руската зона на 22 май атакува с 200 свои четници башибозушката орда. Няколкотостотин сенклеристи са напълно разгромени и дават към 200 убити срещу няколко убити и ранени четници, включително войводата, който пак е ранен. На 5 юли четата води последен бой със Сенклеровите части в Дедеагачко. След претърпените поражения сенклеристите опразват района и се оттеглят към Кърджалийско заедно със своя предводител, където преди настъпването на есента групите им се разпадат. Четата продължава мисията си в средните Родопи. На 18 август е първият бой с башибозука при Ешекулак, вторият е на 30 август при „Момина вода“, третият – на 8 септември в Караманджа. Към дружината на Капитан Петко, която се сражава за освобождаването на Родопите, се присъединява и четата на Крайчо войвода. На 14 ноември разрасналата се чета, попълнена с необучени ентусиасти, е отхвърлена от башибозука в битка при село Брезе, в местността „Пуризовските колиби“. След това броят на личния състав е намален и до края на 1878 г. успешно са отбранявани от башибозука Чепеларе, Широка лъка и съседните християнски села. В края на декември в Рупчос идва руски гарнизон и поема тази отговорност. Целта пред руската армия е да запази току-що подписания мир с Портата и не може да си позволи повече ескалации в региона. Това дори води до осуетяване на планирано въстание в Одринско, а Петко войвода е арестуван, за да не осъществи своите планове. Описани в изданието от 1926 г. на „Гевгелийско благотворително братство“, наречено Кресненско въстание през 1878 г., тези събития се считат за една от причините за избухването на Кресненско-Разложкото въстание.
До март 1879 г., четата е дислоцирана в Средните Родопи, след това преминава в Хасковско, за да предотврати метеж от кърджалийските съседи. В началото на юни 1879 г. след стабилизирането на новата власт, преминала осемнадесет години в борба, четата е разпусната.

### След Освобождението
Генерал Скобелев кани Петко войвода да му гостува и след разпускането на четата войводата заминава за Русия. Там е представен на император Александър II. Той го произвежда в чин капитан от руската армия, дава му Орден за храброст „Георгиевски кръст“ за участието му във войната, подарява му икона, фотографира се с него и му дарява имение в Киевска губерния, което Петко Киряков скоро продава и се връща в България.
През 1880 година той се заселва във Варна, където година по-късно се оженва за втори път за Рада Кравкова от Казанлък от котленския род на известния капитан Георги Мамарчев, сестра на известния казанлъшки книжовник и общественик Иван Кравков.
Голяма е ролята и значимостта на Капитан Петко Войвода и за тракийското движение, и за тракийската организация. На 12 май 1896 г. по инициатива на Капитан Петко Войвода и други родолюбиви българи в град Варна за защита интересите на останалото в пределите на Турция българско население се основава тракийско (Одринско) емигрантско дружество „Странджа“, с което се поставя началото на освободителната организация на българите бежанци от Тракия. Днес тази организация носи неговото име. Петко войвода е и сред основателите на Демократическата партия във Варна.
През 1891 г. Петко войвода е оклеветен за опит за атентат срещу министър-председателя Стефан Стамболов. Синът му от първия брак, когото семейството приело охотно и устроило във Варна, е екстрадиран от България, а имотите, купени с парите на баща му, са конфискувани. При обиск в дома им градоначалникът Спас Турчев заграбва и спестяванията на войводата – 110 акции на стойност 44 000 златни лева и още ценни книжа за около 16 000 златни лева, придобити от продажбата на имението, с които войводата е подсигурил старините си. Хвърлен е и е изтезаван петдесет дни, на 27 юли, 1892 г., във варненската крепост Ичкале (наричана и Барутхане, погрешно асоциирана с подземията на Римските терми), след което е интерниран в Трявна. След падането на Стамболов на 18 май 1894 г. той се връща във Варна. В началото на юни 1895 година Петко войвода и Георги Христов Маламата пристигат в Станимака, изпратени от Македонския комитет, за да набират доброволци за чета. В града е сформирана Пловдивско-Станимашката чета, която под командването на Маламата участва в Четническата акция, взаимодействайки с Трета сярска дружина на поручик Тома Давидов.
Капитан Петко Войвода умира на 7 февруари 1900 година от рак на стомаха и е погребан във Варна в тогавашните централни гробища, намиращи се в Морската градина. Едва през 1937 г. тленните му останки са пренесени на сегашното място в централните варненски гробища, след което, започва изграждането на семейната гробница. Признателното гражданство му издига паметник на площад „Тракия“ пред сградата на тракийските дружества.

## Деца
Капитан 1 ранг Константин Божков, личен приятел и биограф на Капитан Петко войвода свидетелства, че войводата е имал син (Георги) и дъщеря. Едно проучване на Зоя Начева (Държавен архив – Смолян) показва, че името на дъщерята от първия брак на Капитан Петко с гъркиня от селището Мароня е Стелиани. Името на майката на Стелиани също не е документално потвърдено. Според някой (включително Николай Хайтов) тя е била Асписия (слугиня в дома на Калън Тома), която предупреждава четата, че Калън Тома иска да ги отрови. Според местната родова памет в селището Мароня, майката на Стелиани се е казвала Мария или Елени. В Гърция понастоящем живеят хора, твърдящи, че са наследници на Капитан Петко войвода.

## Паметта за беломорския и родопски войвода
Капитан Петко войвода има над 22 паметника в България – Кърджали, Крумовград, Ивайловград (с. Плевун), Чепеларе, Варна, на Бунарджика в Пловдив, Стара Загора (в парк Тракия), Асеновград, в Морската градина в Бургас и други. За най-внушителен се смята този в Хасково, открит през 1955 година, дело на Стою Тодоров. В Свиленград един от големите квартали се казва Капитан Петко войвода. В десетки български градове и села има улици, носещи името на героя, включително в София (Карта).
На него са посветени много народни песни, научни изследвания и литературни творби. По сценарий на Николай Хайтов за него е създаден спечелилият изключителна популярност биографичен многосериен филм „Капитан Петко войвода“ (1981) с режисьор Неделчо Чернев, оператор – Димо Коларов и с участието на актьора Васил Михайлов в главната роля.
Граничният пункт с Гърция към Беломорието при Свиленград също носи неговото име – ГКПП Капитан Петко войвода.
На остров Ливингстън, Антарктида, на името на бележития българин е наречен връх Петко войвода (Petko Voyvoda Peak).
През 2004 година в родното му село Доганхисар, Дедеагачко – Беломорска Тракия е открит негов паметник – дело на казанлъшкия скулптор Велин Дечков, построен със средства на Българско тракийско дружество. Той се намира в частния имот на местно гръцко семейство, в двора на ловния дом „Сафари“, недалеч от центъра на селото.
По случай 160-годишнината от рождението на войводата на 2 декември 2004 година, на хълма Джаниколо в Рим бе открит друг негов паметник (автор професор Валентин Старчев), редом с този на Джузепе Гарибалди.
Личният архив на войводата, състоящ се от документи и кореспонденции, свързани с революционната му дейност, днес се съхранява в Българския исторически архив на Национална библиотека „Свети свети Кирил и Методий“ в София. В селото музей Широка лъка може да се види запазената щаб квартира на Капитан Петко войвода, използвана от него по време на националноосвободителните войни. В музей „Стою Шишков“, Смолян се съхранява пушка Уинчестър „Yellow boy“ образец 1866 г. В началото на 1879 г. Петко Киряков разпуска родопската си дружина и предава оръжието си на най-доверения си съратник – свещеник Атанас Келпетков. Тази пушка се открива през 1923 г. при разрушаване на старата къща на свещеника в Устово.
Съхранена е от майстора Петко Христов, който я пази в Райково до 1952 г., когато е предадена в музея.